# Golpeador

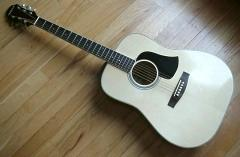
Ciemny golpeador naklejony na gitarę akustyczną

Golpeador nazywany również "Flamenco Tap Plate" lub "Pick Guard" to płytka ochronna wykonana przeważnie z cienkiego samoprzylepnego plastiku - laminatu. Naklejana na płytę wierzchnią gitary w celu ochrony lakieru i płyty przed uderzeniami gitarzysty, który wykonuje technikę golpe, czyli uderzenie palcem serdecznym w pudło rezonansowe w celu zaakcentowania, wzmocnienia wybranego dźwięku.